# Jorge Ortí
Jorge Ortí Gracia (Saragozza, 28 aprile 1993) è un ex calciatore spagnolo, di ruolo attaccante.

## Carriera

### Club

#### Stagione 2011-2012
Cresce nel settore giovanile del Real Saragozza, squadra della sua città natale. Il 26 ottobre 2011, l'allenatore Javier Aguirre lo fa esordire in prima squadra in massima serie, come sostituto di Hélder Postiga al 75' della partita contro il Valencia, persa per 0-1 alla Romareda. Il messicano aggrega alla prima squadra Ortí insieme ad altri giovani, come Kevin Lacruz e Joel Valencia.
Il 13 dicembre viene schierato per la prima volta da titolare, in Coppa del Re, contro l'Alcorcón. Segna il gol che permette alla sua squadra di pareggiare per 1-1 all'Estadio Santo Domingo. Scende in campo anche nella partita successiva, dove il Real Saragozza viene sconfitto per 0-2, venendo eliminato dalla competizione.
Ortí colleziona altre 6 presenze (tutte da subentrato) nella Liga, che gli aragonesi terminano al sedicesimo posto.
Parallelamente, nella stessa stagione, è impiegato anche dalla squadra filiale del Real Zaragoza B, in Segunda División B (terzo livello del campionato spagnolo). Allenato da Juan Eduardo Esnáider, segna 3 gol in 15 partite.

#### Stagione 2012-2013
Nella stagione 2012-2013, l'allenatore Manuel Jiménez Jiménez lo aggrega di nuovo alla prima squadra. Ortí colleziona 7 presenze, di cui una da titolare contro l'Atlético Madrid, all'ultima giornata di campionato, dove gli aragonesi sono sconfitti per 1-3. A fine stagione il Real Saragozza retrocede in Segunda División, a causa dell'ultimo posto in classifica.
Anche il Real Saragozza B retrocede, dalla Segunda B alla Tercera División, nonostante le 11 reti segnate da Ortì con la squadra filiale biancoblu.

#### Stagione 2013-2014
Inizia la stagione 2013-2014 al Real Saragozza, in seconda serie. Il 13 agosto firma il suo primo contratto da professionista. Nella prima metà di stagione, allenato da Paco Herrera, scende in campo in campionato in sei occasioni, sempre da subentrato. Inoltre, gioca titolare in Coppa del Re contro il Deportivo Alavés. Gli aragonesi vengono sconfitti per 1-0 venendo eliminati al primo turno.
Nella sessione di mercato invernale, passa in prestito al Villarreal B, in Segunda División B, fino al termine del campionato.. Il giocatore si dice restio a lasciare il Real Saragozza, ma non rientra nei piani di Paco Herrera. Il Villarreal chiede un'opzione per poter riscattare Ortí a titolo definitivo a fine stagione, ma la dirigenza aragonese rifiuta, preferendo un prestito secco..
Debutta con il Villarreal B il primo febbraio 2014, contro l'Huracán Club de Fútbol. Allenato da Lluís Planagumà, gioca 7 partite ma, durante l'incontro con l'Atlético Baleares, subisce un grave infortunio, rompendosi il legamento crociato anteriore del ginocchio destro.

#### Il ritorno al Real Saragozza e il prestito al Leonesa
Nell'estate del 2014 torna al Real Saragozza. Nella prima parte di stagione, completa il suo recupero dall'infortunio allenandosi con la prima squadra. Nel mese di gennaio passa al Real Saragozza B, per ricominciare a collezionare minuti di gara.. Gioca 4 partite da subentrato con la squadra filiale. Il 7 febbraio, ritorna ad essere impiegato da titolare contro l'Unión Esportiva Cornellá ma, nel corso del match, subisce nuovamente la rottura al legamento crociato anteriore, questa volta del ginocchio sinistro.
Nella stagione 2015-2016 torna in prima squadra. Nella prima parte di stagione, non rientra nei piani dell'allenatore Ranko Popović, con l'arrivo di Lluís Carreras torna a essere impiegato. Gioca 5 partite in Segunda División, più una in Coppa del Re, contro il Llagostera.
Nell'estate del 2016 rinnova il suo contratto con il Real Saragozza fino al 2018. Nel mese di agosto, viene ceduto in prestito al Cultural y Deportiva Leonesa, in Segunda B.  Debutta con i bianconeri il 21 agosto, allenato da Rubén De la Barrera. Il 17 settembre, segna il suo primo gol, nella vittoria esterna per 1-3 contro il Coruxo. 
Con il Cultural Leonesa colleziona 32 presenze e 9 reti in campionato, chiuso in prima posizione. Questo permette al Cultural Leonesa di partecipare ai playoff e ottenere la promozione in Segunda División.
A fine anno, concluso il prestito, rescinde consensualmente il contratto che lo lega al Real Zaragoza e si accasa al Club Deportivo Toledo, in Segunda División B. Questa volta la stagione si conclude con 25 presenze, 3 gol e la retrocessione del club toledano in Tercera División.
La stagione è resa ancor più negativa dall'infortunio subito durante la partita contro il Racing de Ferrol, nel quale subisce la rottura del legamento crociato anteriore del ginocchio sinistro. Si tratta del terzo infortunio simile nel corso della sua carriera.
Dopo aver trascorso un periodo da svincolato, nella stagione 2018-2019 gioca in Segunda División B con il Teruel, un club dell'Aragona. 

### Nazionale
Nel 2010 partecipa al Campionato europeo di calcio Under-17 in Liechtenstein. Ortí gioca da titolare tutte le partite, tranne la prima del girone. Segna uno dei gol con cui la Spagna supera 4-0 la Svizzera. Gli iberici vincono la medaglia d'argento, venendo sconfitti 2-1 dall'Inghilterra in finale.
Alla fine del 2019 si trasferisce nel campionato di Hong Kong, dove per breve tempo è un tesserato del Sun Pegasus FC. Dopo una sola apparizione in campionato, rescinde il contratto con il suo club.